# Nāves sala
Nāves sala är en ö i Lettland.   Den ligger i Ķekava kommun, i den centrala delen av landet, 24 km sydost om huvudstaden Riga.